# ناثان ماير
ناثان ماير (بالإنجليزية: Nathan Meyer)‏ هو منافس ألعاب قوى جنوب أفريقي، ولد في 8 يوليو 1981.